# Synodisk omloppstid
Synodisk omloppstid eller synodisk period är den genomsnittliga tiden det tar för en himlakropp i solsystemet - som en planet eller måne - att återvända till samma position i förhållande till solen, vanligen definierat av observation från jorden. Perioden kan också ses som tiden mellan två på varandra följande konjunktioner (eller oppositioner) sedd från en viss kropp, vanligtvis jorden.
Den synodiska perioden för månen är den tid som går mellan två återkommande faser, t.ex. tiden mellan fullmåne och nästkommande fullmåne.

## Månens sideriska och synodiska omloppstid
Det tar i medeltal 27,3 dygn för månen att gå ett varv runt jorden om vi bara jämför månens position med fixstjärnorna. Det är månens sideriska omloppstid. Men under ett sådant månvarv har jorden hunnit flytta sig i sin bana runt solen. Månen måste gå ytterligare ett litet stycke för att komma i samma läge jämfört med solen. Det tar därför i medeltal 29,5 dygn mellan två fullmånar, vilket är månens synodiska omloppstid.
Man kan tänka sig att solen ligger mitt i en urtavla och jorden löper ett varv runt urtavlan på ett år. Riktningen klockan 12 pekar alltid mot en och samma avlägsna fixstjärna. Om det är midsommar när jorden står på klockan 12 är det midvinter när den står på klockan 6. Månen kretsar hela tiden runt jorden. Fullmåne på midsommar innebär att månen är närmare fixstjärnan än både jorden och solen, nämligen något ovanför klockan 12. Men vid fullmåne på midvinter ligger månen längre bort från fixstjärnan än jorden och solen, alltså nedanför klockan 6 på vår urtavla. Månen kan därför inte ha gjort ett helt antal varv runt jorden mellan dessa fullmånar, sett ur fixstjärnornas perspektiv. Den måste ha gjort några hela och ett halvt varv. Men månens faser som vi observerar dem från jorden har inte med fixstjärnorna att göra, de styrs bara av det inbördes läget mellan jorden, månen och solen. Ur detta perspektiv är det alltid exakt ett helt månvarv mellan två fullmånar.

## Planeternas sideriska och synodiska omloppstider
Tabellen nedan anger planeternas och några dvärgplaneters omloppstider. Först anges den sideriska omloppstiden i (jord)år.  Därefter den synodiska omloppstiden i först år, sedan dygn.
|           | Sid. P. (å) | Syn. P. (å) | Syn. P. (d) |
| Merkurius | 0,241       | 0,317       | 115,9       |
| Venus     | 0,615       | 1,599       | 583,9       |
| Jorden    | 1           | —           | —           |
| Månen     | 0,0748      | 0,0809      | 29,5306     |
| Mars      | 1,881       | 2,135       | 780,0       |
| Ceres     | 4,600       | 1,278       | 466,7       |
| Jupiter   | 11,87       | 1,092       | 398,9       |
| Saturnus  | 29,45       | 1,035       | 378,1       |
| Uranus    | 84,07       | 1,012       | 369,7       |
| Neptunus  | 164,9       | 1,006       | 367,5       |
| Pluto     | 248,1       | 1,004       | 366,7       |
| Eris      | 557         | 1,002       | 365,9       |
| Sedna     | 12050       | 1,00001     | 365,1       |